# Kfz-Kennzeichen (Litauen)

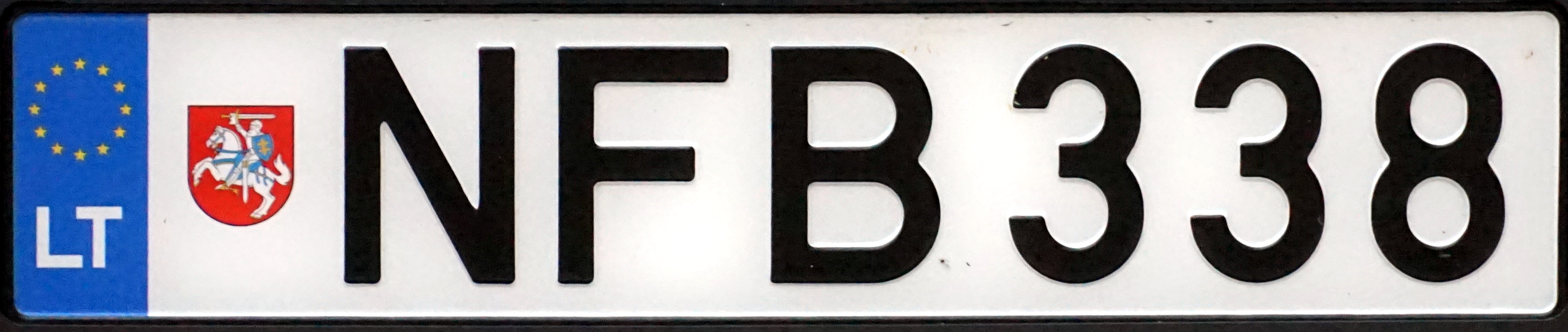
Litauisches Kfz-Kennzeichen seit Oktober 2023

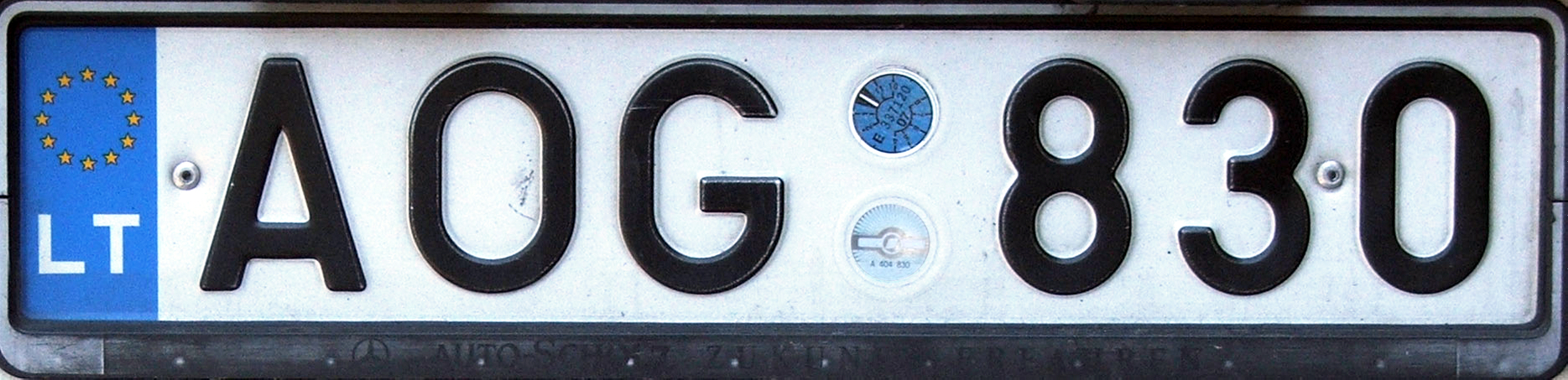
Litauisches Kfz-Kennzeichen September 2004 – September 2023 (Foto: 2007)

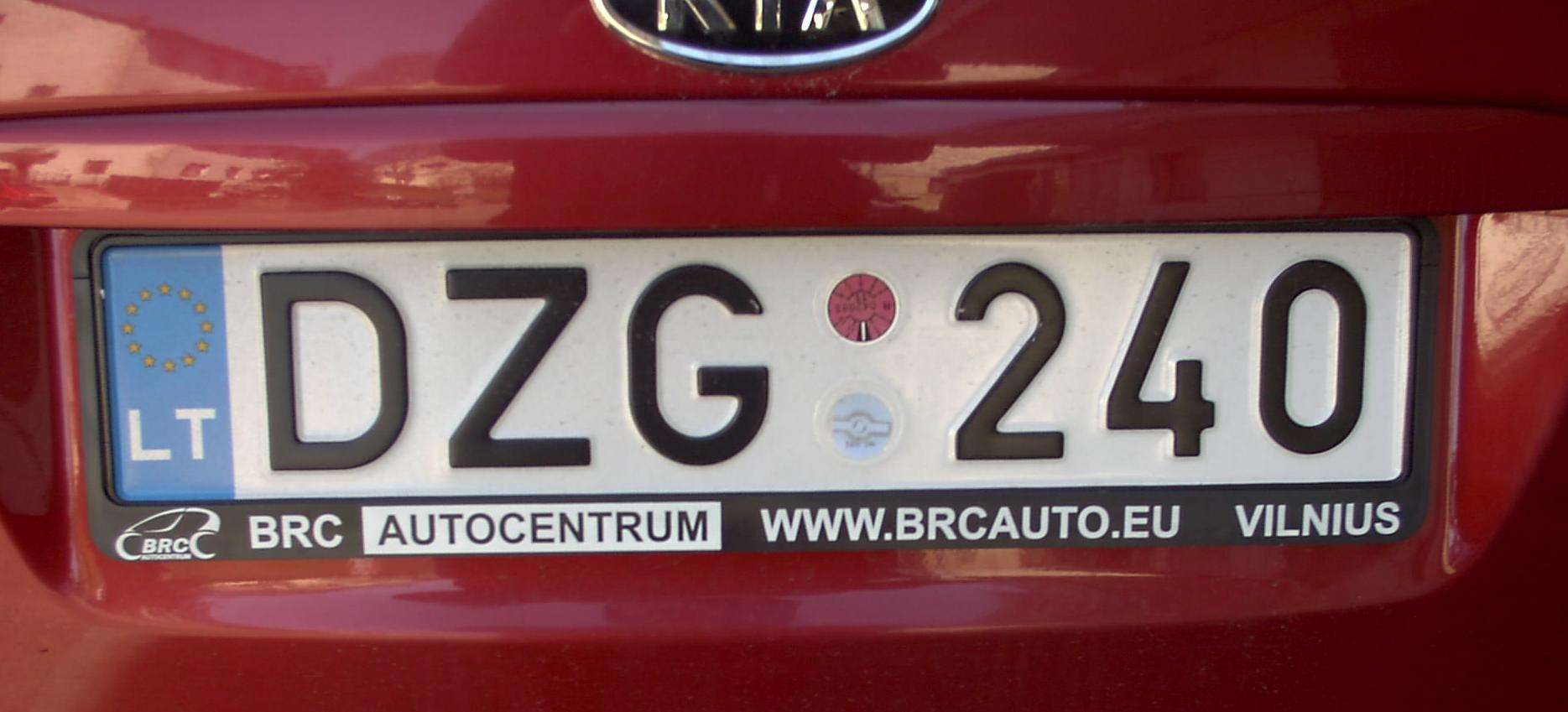
Litauisches Kfz-Kennzeichen seit September 2004

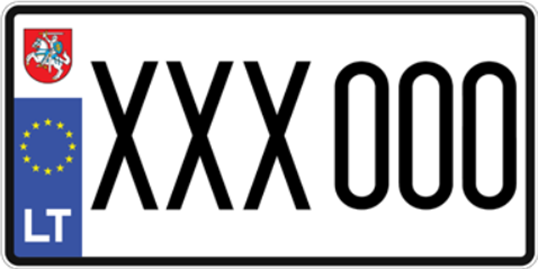
Kennzeichen in US-Größe

Die derzeitigen litauischen Kfz-Kennzeichen wurden nach Wiedererlangung der Unabhängigkeit 1991 eingeführt. Sie zeigen in der Regel schwarze Lettern auf weißem Grund und entsprechen den paneuropäischen Maßen von 520 × 110 mm. Die Beschriftung besteht normalerweise aus drei Buchstaben gefolgt von drei Ziffern. Als Schriftart wird Austria verwendet. Hintere und vordere Kennzeichen sind identisch.

## Aufbau des Schildes (seit 2004)
Am linken Rand befindet sich ein blaues Feld mit den europäischen Sternen und dem Nationalitätszeichen LT, das am 20. September 2004 und damit kurz nach dem Beitritt Litauens zur Europäischen Union am 1. Mai 2004 eingeführt wurde. Zwischen dem Buchstaben- und Zahlenblock erscheint ein Aufkleber der Hauptuntersuchung (litauisch TA = techninė apžiūra) sowie eine Hologramm-Plakette. Neben dem Standardmaß existieren Schilder in US-amerikanischer Größe sowie zwei verkleinerte Formate für Zweiräder. Die genaue Herkunft des Fahrzeugs kann an den Schildern nicht abgelesen werden.
Seit Oktober 2023 werden neue Schilder in leicht verändertem Design ausgegeben. Das Nummernschema bleibt gleich, jedoch wird zwischen dem Euro-Band und der Nummernkombination das litauische Wappen eingefügt (bei schmalen und zweizeiligen Kennzeichenformaten über dem Euro-Band).

## Geschichte

### 1932 bis 1940
1932 wurden weiße Nummernschilder mit schwarzer Schrift eingeführt. Sie zeigten ein oder zwei Buchstaben, die die Region angaben sowie weitere Ziffern. Als Kürzel wurden auch Kleinbuchstaben verwendet, beispielsweise Šm für den Bezirk Šiauliai.

### 1946 bis 1991

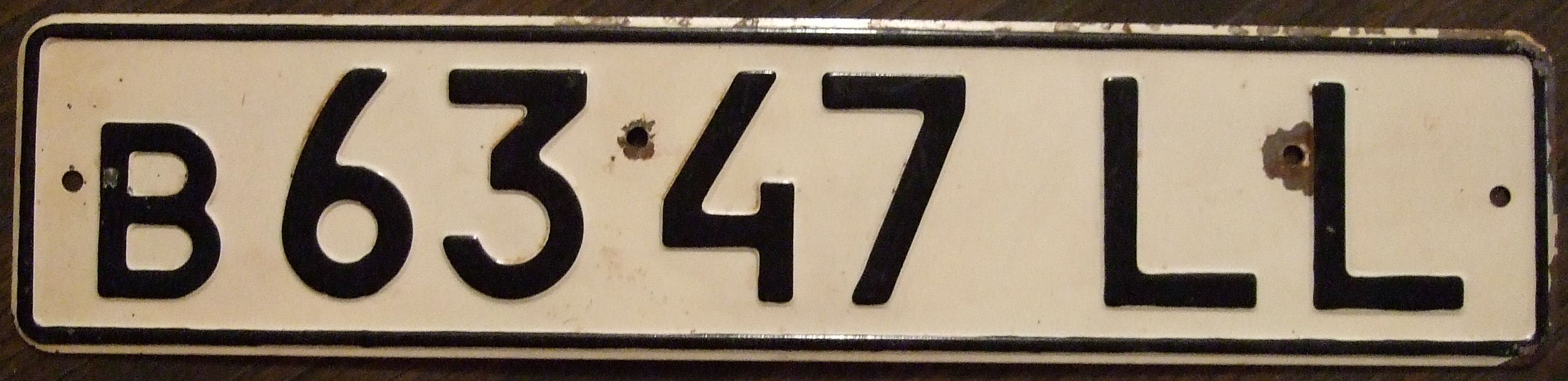
Kfz-Kennzeichen von 1991, noch nach sowjetischem Muster

In der Litauischen SSR wurden sowjetische Kfz-Kennzeichen verwendet. Im ersten System von 1946 mit schwarzer Schrift auf gelbem Grund waren die Kürzel ЛС, ЛТ, ЛУ, ЛЧ, ЛШ, ЛЭ, ЛЩ, ЛЮ und ЛЛ für Pkw sowie ЛС, ЛТ, ЛШ und ЛЭ für Zweiräder vorgesehen. Nach der Reform von 1958 änderte sich die Gestaltung hin zu weißer Schrift auf schwarzem Grund. Die Buchstabenkombination ЛИ (LI) (nach russ. Литва) stand von nun an für die Litauische SSR. Als Erweiterung wurden die Kürzel ЛЛ (LL) und ЛК (LK) reserviert. Mit einem weiteren Buchstaben wurden verschiedene Fahrzeugkategorien verschlüsselt. Nach der Umstellung auf schwarze Schrift und weißen Hintergrund 1980 wurden die Kürzel ЛИ (LI) und ЛК (LK) verwendet. 1991 wurden teils auch sowjetische Kennzeichen mit lateinischen Buchstaben ausgegeben.

### 1991 bis 2004

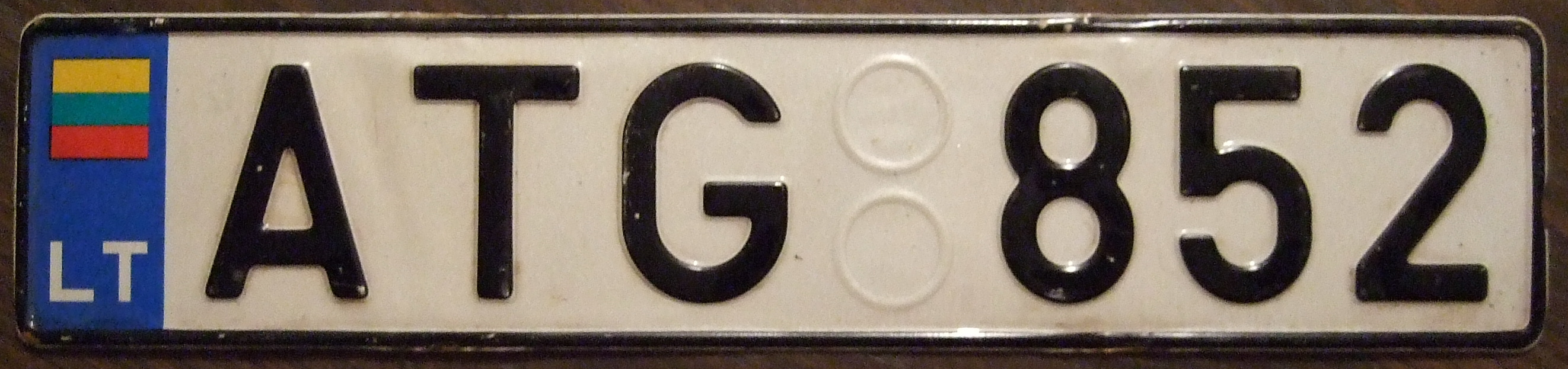
Kennzeichen vor Mai 2004, T = Bezirk Telšiai

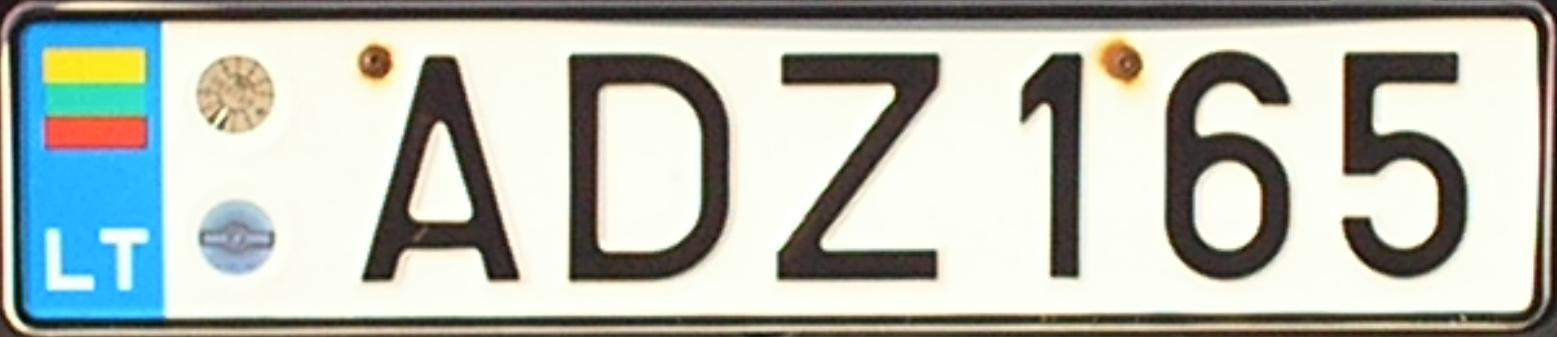
Kennzeichen zwischen Mai und September 2004, keine Codierung

Linker Schilderrand (vor September 2004)

Von 1991 bis zum 20. September 2004 war anstatt der europäischen Sterne die Nationalflagge Litauens im blauen Balken am linken Rand zu sehen. Zwischen Mai und September 2004 erschienen die beiden Sticker unmittelbar nach dem Nationalitätsfeld und somit vor der eigentlichen Kombination.
Der mittlere von drei Buchstaben gab bis Ende 2003 die regionale Herkunft an. Da beim Verkauf eines Fahrzeugs in eine andere Region keine neue Nummer erforderlich war, wurde die regionale Kennzeichnung nie konsequent durchgeführt. Ab 2004 waren an zweiter Stelle nahezu alle Buchstaben des Alphabets (außer Q, W und X, die in litauischen Nummernkombinationen nicht verwendet werden) zulässig.
Die Zulassungsbezirke (bis 2003):
- A – Bezirk Alytus
- J – Bezirk Tauragė, J nach Jurbarkas
- K – Bezirk Kaunas
- L – Bezirk Klaipėda
- M – Bezirk Marijampolė
- P – Bezirk Panevėžys
- S – Bezirk Šiauliai
- T – Bezirk Telšiai
- U – Bezirk Utena
- V – Bezirk Vilnius
- Der Buchstabe R (in den Kombinationen LRS und LRV) wies auf ein Regierungsfahrzeug hin. Nachdem die regionale Kennzeichnung aufgegeben worden war, wurden ab Mitte 2020 Kennzeichen der Serien LRS und LRV an jedermann ausgegeben.

## Besondere Ausführungen

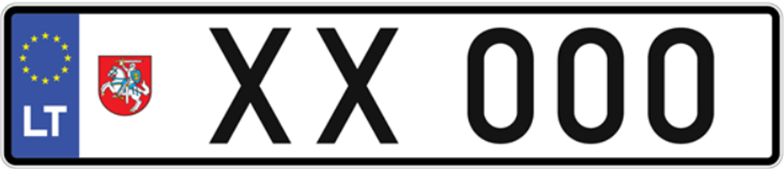
Kennzeichen für Anhänger

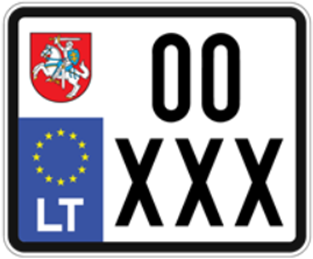
Kennzeichen für Mopeds

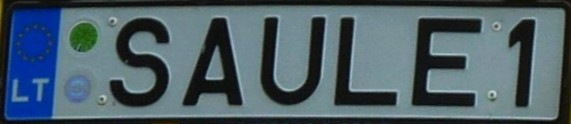
Wunschkennzeichen (bis September 2023)

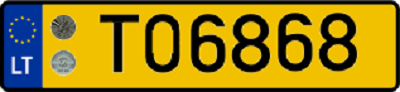
Taxi-Kennzeichen (bis ca. 2018)

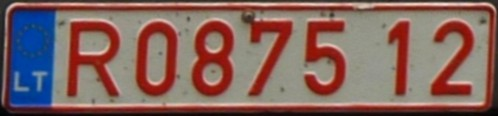
Händlerkennzeichen mit Ablaufjahr

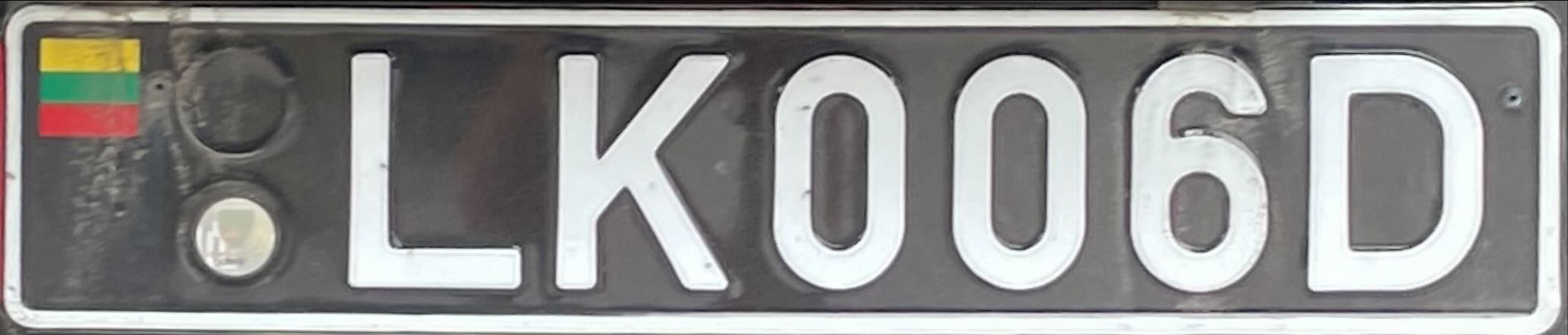
Militärkennzeichen

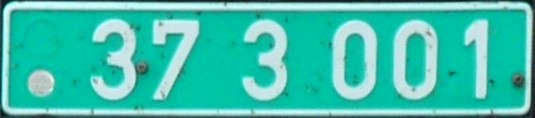
Diplomatenkennzeichen, 37 = Aserbaidschan

Abweichend von der Standardausführung existieren verschiedene Sonderkennzeichen, die ebenso in verschiedenen Formaten verfügbar sind.

### Elektrofahrzeuge
Nummern für Elektrofahrzeuge bestehen aus zwei Buchstaben (ursprünglich EV; nach Erschöpfung des Nummernvorrats dann EA, EB usw.), gefolgt von vier Ziffern. Auch für neu zugelassene Trolleybusse werden Kennzeichen nach diesem Schema zugeteilt; Trolleybusse, die vor Einführung dieser Kennzeichenkategorie zugelassen wurden, tragen jedoch weiterhin Nummern nach dem allgemeinen Schema.

### Anhänger und Zweiräder
Anhängerkennzeichen zeigen lediglich zwei Buchstaben und drei Ziffern. Nummernschilder für Zweiräder bestehen aus drei Ziffern gefolgt von zwei Buchstaben. Für kleinere Zweiräder werden Kennzeichen mit zwei Ziffern und drei Buchstaben vergeben. Diese Kombination wird allerdings nur auf dem kleinsten Format ausgegeben.

### Wunschkennzeichen
Gegen eine Gebühr kann ein Wunschkennzeichen aus den zugelassenen Ziffern und Buchstaben ausgegeben werden, z. B. HALLO. In diesem Fall befanden sich die beiden Sticker direkt nach dem Eurofeld.

### Taxis
Taxis tragen abweichende Nummernschilder. Sie zeigen den Buchstaben T (lit. taksi) sowie fünf Ziffern. Die beiden Plaketten saßen hierbei ebenfalls unmittelbar nach dem Eurofeld.
Vor dem 3. April 2018 ausgegebene Schilder hatten einen gelben Hintergrund; das Nummernschema war das gleiche. Diese Schilder wurden auch noch nach diesem Datum ausgegeben, bis die Bestände aufgebraucht waren.

### Oldtimer
Oldtimer-Nummern werden seit dem 1. Juli 2014 ausgegeben. Die Nummern beginnen mit dem Buchstaben H, gefolgt von 5 Ziffern.
Bis zum 3. April 2018 hatten die Schilder weiße Schrift auf braunem Hintergrund; seitdem verwenden auch diese schwarze Schrift auf weißem Grund.

### Temporäre Kennzeichen
Temporäre Kennzeichen weisen rote Schrift auf weißem Grund auf. Es existieren Händler-Kennzeichen, die mit P oder R beginnen und am Ende das Jahr der Gültigkeit durch zwei Ziffern darstellen (z. B. P1234 12), als auch Kennzeichen für den Im- und Export von Fahrzeugen aus fünf Ziffern und zwei Buchstaben (z. B. 12345AB). Letztere besitzen eine Gültigkeit von 90 Tagen.

### Militärkennzeichen
Fahrzeuge der litauischen Streitkräfte weisen einen schwarzen Hintergrund und weiße Aufschrift auf. Am linken Rand ist die litauische Flagge zu sehen. Die Kombination besteht aus zwei Buchstaben, drei Ziffern und einem weiteren Buchstaben.

### Diplomatenkennzeichen
Litauische Diplomatenkennzeichen haben grüne Grundfarbe, weiße Schrift und zeigen kein Eurofeld. Sie bestehen aus insgesamt sechs Ziffern nach dem Muster 12 3 456. Die ersten beiden Ziffern geben das Herkunftsland an, die einzelne Ziffer in der Mitte den Status des Besitzers. Die aktuellen Diplomatenschilder werden seit 11. Oktober 2004 vergeben. Vorher zeigten die Kennzeichen zunächst den Buchstaben D, gefolgt von drei Ziffern. Am Ende gaben zwei Ziffern das Jahr der Zulassung an.
Status des Fahrzeugs (seit Oktober 2004):
- 1 = Leiter ausländischer Vertretungen
- 2 = Ausländische Vertretungen
- 3 = Mitarbeiter ausländischer Vertretungen und deren Familienangehörige
- 4 = Angestellte ausländischer Vertretungen und deren Familienangehörige

| 01 Schweden 02 Deutschland 03 Frankreich 04 Lettland 05 Dänemark 06 Kanada 07 Vereinigtes Königreich 08 Italien 09 Norwegen 10 Finnland 11 Vatikanstadt 12 Türkei 13 Tschechien 14 Vereinigte Staaten 15 Volksrepublik China 16 Polen (Botschaft in Vilnius) 17 Polen (Konsulat in Vilnius) 18 Estland 19 Russland (Botschaft in Vilnius) 20 Russland (Generalkonsulat in Klaipėda) | 21 Rumänien 22 Ukraine 23 Belarus 24 Kasachstan 25 Georgien 26 Japan 27 Österreich 28 Belgien 29 Niederlande 30 Ungarn 31 Spanien 32 Malteserorden 33 Griechenland 34 Irland 35 Portugal 36 Moldau 37 Aserbaidschan 38 Bulgarien 39 Armenien | 80 Nordischer Rat 81 Weltbank 82 EBRD 83 WHO 84 UNDP 85 IOM 86 Europäische Kommission 87 UNO 88 EIGE 89 Paraguay 90 Niederlande 91 Peru 92 Philippinen |